# Municipio de Lien (Dakota del Sur)
El municipio de Lien (en inglés: Lien Township) es un municipio ubicado en el condado de Roberts en el estado estadounidense de Dakota del Sur. En el año 2010 tenía una población de 122 habitantes y una densidad poblacional de 0,98 personas por km².

## Geografía
El municipio de Lien se encuentra ubicado en las coordenadas 45°53′7″N 96°54′26″O / 45.88528, -96.90722. Según la Oficina del Censo de los Estados Unidos, el municipio tiene una superficie total de 124.27 km², de la cual 122,93 km² corresponden a tierra firme y (1,07 %) 1,33 km² es agua.

## Demografía
Según el censo de 2010, había 122 personas residiendo en el municipio de Lien. La densidad de población era de 0,98 hab./km². De los 122 habitantes, el municipio de Lien estaba compuesto por el 95,08 % blancos, el 1,64 % eran amerindios y el 3,28 % eran de una mezcla de razas. Del total de la población el 0 % eran hispanos o latinos de cualquier raza.